# Pričac
Pričac falu Horvátországban, Bród-Szávamente megyében. Közigazgatásilag Oriovachoz tartozik.

## Fekvése
Bródtól légvonalban 26, közúton 35 km-re nyugatra, Pozsegától   légvonalban 21, közúton 30 km-re délre, községközpontjától légvonalban 6, közúton 9 km-re délnyugatra, Szlavónia középső részén, a Száva bal partján, a Struga-patak torkolata közelében fekszik.

## Története
A település valószínűleg a 17. században keletkezett. 1698-ban bár lakatlan településként „Prisacz” alakban már szerepel Batrina déli szomszédjaként a kamarai összeírásban a felszabadított szlavóniai települések között. 1730-ban a vizitáció szerint 16 katolikus és néhány pravoszláv ház, valamint a Szent Antal kápolna állt a faluban. 1760-ban 16 házban, 25 családban 122 fő lakott a településen.
Az első katonai felmérés térképén „Brichacz” néven található. A gradiskai ezredhez tartozott. Lipszky János 1808-ban Budán kiadott repertóriumában „Prichacz” néven szerepel. Nagy Lajos 1829-ben kiadott művében „Prichacz” néven 45 házzal, 189 katolikus és43 ortodox vallású lakossal találjuk. A katonai közigazgatás megszüntetése után 1871-ben Pozsega vármegyéhez csatolták.
A településnek 1857-ben 233, 1910-ben 264 lakosa volt. Az 1910-es népszámlálás szerint lakosságának 78%-a horvát, 20%-a szerb anyanyelvű volt. Pozsega vármegye Bródi járásának része volt. Az első világháború után 1918-ban az új szerb-horvát-szlovén állam, majd később (1929-ben) Jugoszlávia része lett. A település 1991-től a független Horvátországhoz tartozik. 1991-ben lakosságának 94%-a horvát, 4%-a jugoszláv nemzetiségű volt. 2011-ben 103 lakosa volt.

## Lakossága
| Lakosság változása | Lakosság változása | Lakosság változása | Lakosság változása | Lakosság változása | Lakosság változása | Lakosság változása | Lakosság változása | Lakosság változása | Lakosság változása | Lakosság változása | Lakosság változása | Lakosság változása | Lakosság változása | Lakosság változása | Lakosság változása |
| ------------------ | ------------------ | ------------------ | ------------------ | ------------------ | ------------------ | ------------------ | ------------------ | ------------------ | ------------------ | ------------------ | ------------------ | ------------------ | ------------------ | ------------------ | ------------------ |
| 1857               | 1869               | 1880               | 1890               | 1900               | 1910               | 1921               | 1931               | 1948               | 1953               | 1961               | 1971               | 1981               | 1991               | 2001               | 2011               |
| 233                | 214                | 213                | 253                | 241                | 264                | 233                | 241                | 222                | 207                | 188                | 178                | 139                | 152                | 132                | 103                |

## Gazdaság
A helyi gazdaság alapja hagyományosan a mezőgazdaság, az állattartás és a halászat.

## Nevezetességei
Római út régészeti lelőhely.